# Karbéas
Karbéas (en grec : Καρβέας) est un chef paulicien. Il fonde et dirige la principauté paulicienne de Téphrikè vers 843, jusqu'à sa mort en 863.

## Biographie
Karbéas détient le titre de protomandator et est au service de Théodotos Mélissène, le stratège byzantin du thème des Anatoliques,. Au cours de la première décennie du IXe siècle, les Pauliciens sont une communauté nombreuse et guerrière mais ils sont perçus comme des hérétiques par les Byzantins et sont persécutés par ces derniers. Sous la direction de Sergius-Tychicus, leur chef spirituel et militaire, ils fomentent plusieurs révoltes contre Byzance depuis leurs différentes forteresses en Anatolie, collaborant parfois avec les Arabes. De fait, l'impératrice-régente Théodora lance un vaste pogrom à travers l'empire contre les Pauliciens en 843. 100 000 auraient péri lors de cette persécution. Avec 5 000 compagnons, Karbéas fuit vers l'émirat arabe de Mélitène. Avec l'aide de l'émir Omar al-Aqta, Karbéas crée une principauté indépendante paulicienne centrée sur Téphrikè, dans la région du haut Euphrate. Les villes d'Amara et d'Argaous sont aussi comprises dans cette principauté. De là, il participe à des raids réguliers contre les émirats arabes en Anatolie byzantine. Selon le patriarche Photios Ier de Constantinople, Karbéas est seulement le chef militaire de la communauté paulicienne, aucun leader spirituel équivalent à Sergius n'étant nommé après sa mort. Quoi qu'il en soit, Karbéas meurt en 863, soit de causes naturelles, soit aux mains des Byzantins à la suite de la bataille de Poson,. Son neveu Chrysocheir lui succède.
Il a parfois été suggéré que Karbéas inspire le personnage de Karoès, l'oncle musulman du père de Digénis Akritas, le héros éponyme du cycle épique des chants acritiques. Selon le récit de l'auteur du Xe siècle Al-Masudi, il fait partie des illustres musulmans dépeints dans les églises byzantines en reconnaissance de leur valeur.